# Félix Alonso González

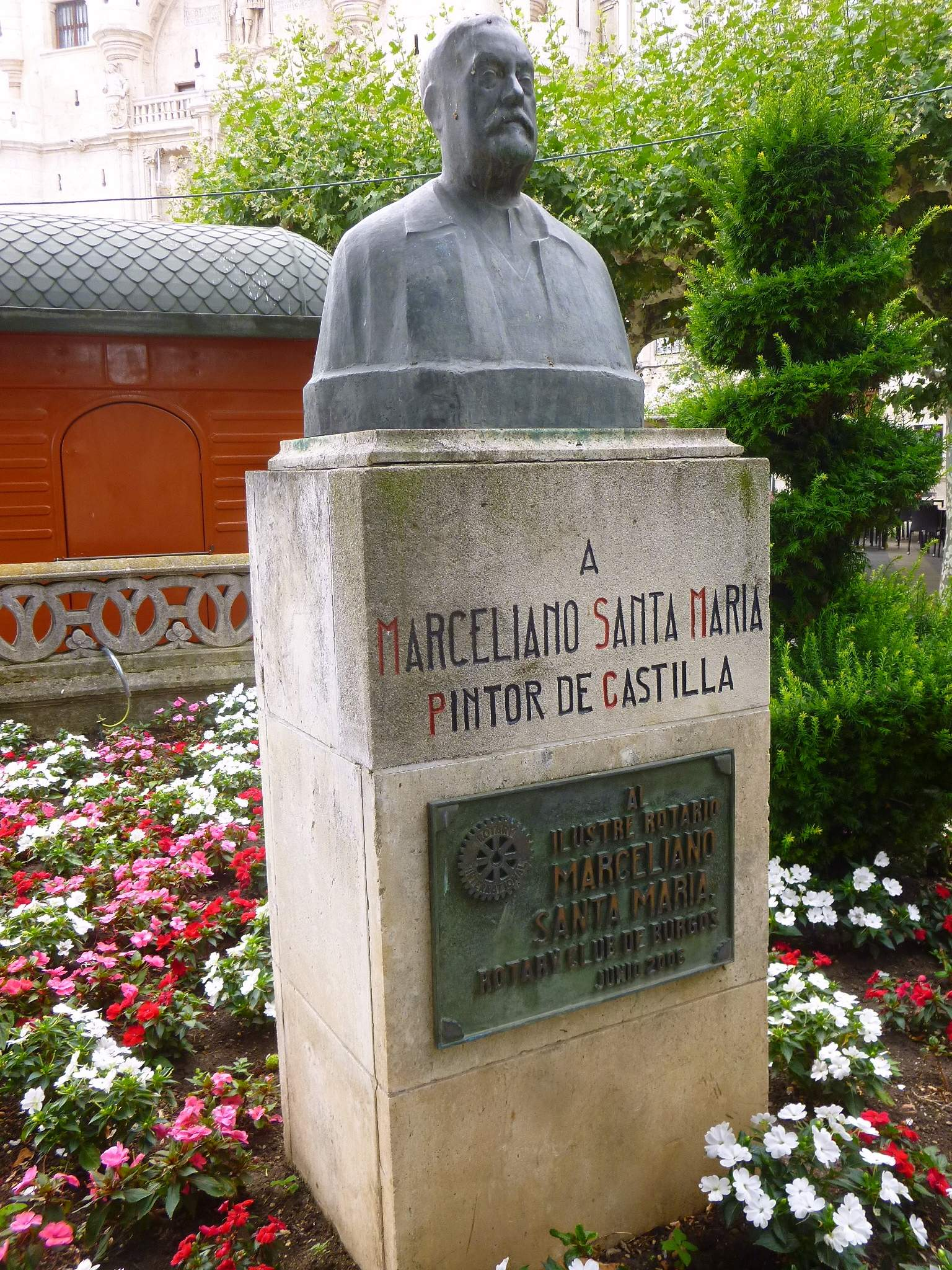
Busto de Marceliano Santa María obra de Félix Alonso González

Félix Alonso González (1907-1997) fue un escultor español.

## Biografía
Se formó en la Academia Provincial de Dibujo de Burgos y en la Escuela Superior de Bellas Artes de Madrid. Miembro de la Junta directiva del Ateneo Popular de Burgos en 1934 y 1935. Formó parte de la tertulia El Ciprés, que agrupaba a varios personajes destacados de la cultura republicana burgalesa.

## Obras
Colaboró en la restauración de esculturas de la catedral de Burgos.
Autor del busto del pintor Marceliano Santa María, situado en el paseo del Espolón de Burgos. Realizó un busto de su amigo el músico Antonio José Martínez Palacios. 